# رائف بدوی
رائف بدوی (به عربی: رائف بدوي) نویسنده، وبلاگ‌نویس و فعال حقوق بشر اهل عربستان سعودی است. او یکی از مؤسسان وب‌سایتی به نام «شبکهٔ لیبرال سعودی» است که به اتهام توهین به اسلام در این وب‌سایت در تاریخ ۷ مه سال ۲۰۱۴ در یک دادگاه کیفری در جده به ۱۰ سال زندان، تحمل ۱۰۰۰ ضربه شلاق و پرداخت جریمه به مبلغ یک میلیون ریال عربستان (در حدود ۲۶۶٫۶۰۰ دلار آمریکا) محکوم شد. به طوری که هر هفته باید ۵۰ ضربه شلاق بخورد. سازمان عفو بین‌الملل رائف بدوی را یک زندانی عقیدتی می‌داند و خواستار لغو فوری این حکم و آزادی بی قید و شرط وی شده‌است. ایروین کوتلر نمایندهٔ لیبرال و مشاور حقوقی رائف بدوی نقض تعهدات عربستان سعودی را در زمینهٔ حقوق بین‌المللی محکوم کرد و محکومیت این وبلاگ‌نویس را حملهٔ آشکار به آزادی مذهب و بیان دانست. بر اساس گزارش این سازمان نخستین سری حکم شلاق بدوی در ۹ ژانویهٔ ۲۰۱۵ در ملاء عام اجرا شد. به گفتهٔ یک شاهد پس از پایان نماز، بدوی در حالی که در زنجیر بود به میدان روبه‌روی مسجد آورده شده و در مقابل چشمان مردم و نیروهای امنیتی به او شلاق زده شد.
وی در ۲۰۱۳ از اتهام ارتداد که می‌توانست مجازات مرگ را برای او به همراه داشته باشد، تبرئه شد. طبق گزارش خبرگزاری آسوشیتد پرس، وکیل مدافع آقای بدوی، ولید ابوالخیر که خود از فعالان حقوق بشر است نیز، در سال ۲۰۱۴ پس از یک سری محاکمه در ارتباط با فعالیت‌هایش در زمینهٔ حقوق بشر به ۱۵ سال حبس در زندان محکوم شد.
بدوی در ماه مارس سال ۲۰۲۲ پس از پایان محکومیت ۱۰ سالهٔ خود از زندان آزاد شد.

## خانواده

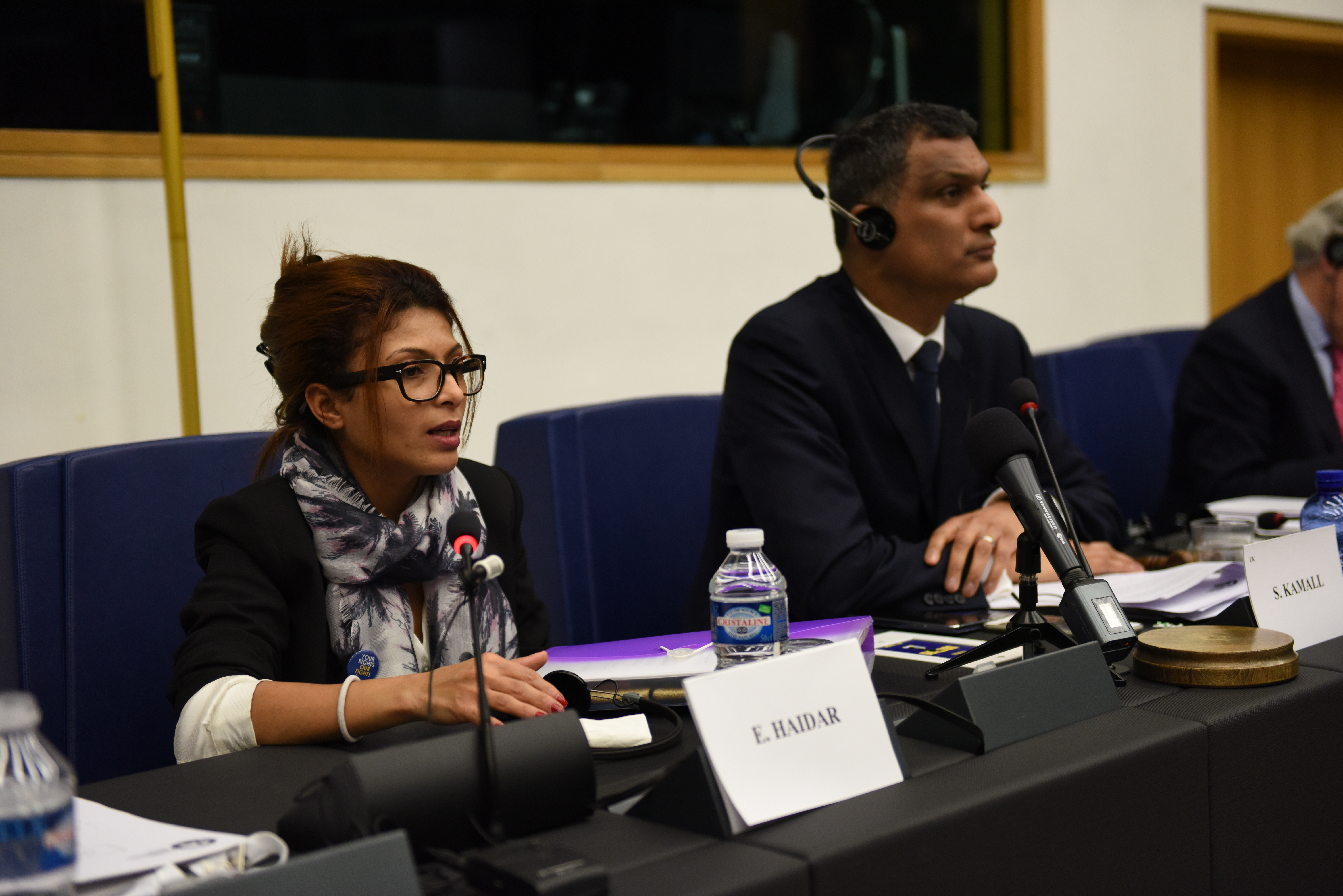
انصاف حیدر همسر رائف درحال گفتگو، ۲۰۱۵

انصاف حیدر همسر وی به همراه سه فرزندش به استان کبک کانادا پناهنده شده‌است. انصاف حیدر از استفان هارپر نخست‌وزیر کانادا در سال ۲۰۱۵ خواست آزادی همسرش را از مقامات سعودی درخواست کند. رائف برادر سمر بدوی فعال حقوق زنان در عربستان سعودی است.

## جایزه‌ها و افتخارها
- جایزهٔ ساخاروف از سوی پارلمان اروپا برای آزادی اندیشه در سال ۲۰۱۵[۷][۸]
- جایزه پن پینتر به خاطر پیشبرد آزادی بیان در سال ۲۰۱۵[۹]
- جایزهٔ آزادی بیان از طرف دویچه وله در سال ۲۰۱۵[۱۰]
- جایزهٔ آیکن‌هد (انگلیسی: Aikenhead) از طرف جامعهٔ سکولار اسکاتلندی (انگلیسی: Scottish Secular Society) در سال ۲۰۱۵[۱۱]
- جایزهٔ نت‌شهروند از طرف گزارشگران بدون مرز در سال ۲۰۱۴[۱۲]
- جایزهٔ یک بشریت (انگلیسی: One Humnity) از طرف شاخهٔ کانادایی انجمن جهانی قلم در سال ۲۰۱۴[۱۳]
- نامزد جایزهٔ آزادی از طرف حزب آزادی فردی (اسپانیایی: Partido de la Libertad Individual (P-LIB)‎) در سال ۲۰۱۴[۱۴]

## واکنش‌ها
وین مارستون نمایندهٔ حزب جدید دموکراتیک از دولت کانادا خواست همهٔ تلاش خود را برای آزادی رائف بداوی و ملحق شدن او به خانوده‌اش در کانادا انجام دهد.
اواسط ژانویهٔ ۲۰۱۵، جان برد وزیر امور خارجهٔ کانادا از مقامات سعودی خواست این وبلاگ‌نویس را عفو کنند.